# Orihuela del Tremedal (kommun)
Orihuela del Tremedal är en kommun i Spanien.   Den ligger i provinsen Provincia de Teruel och regionen Aragonien, i den centrala delen av landet, 180 km öster om huvudstaden Madrid. Antalet invånare är 572.